# Zina Saro-Wiwa
Zina Saro-Wiwa (née à Port Harcourt, Nigéria en 1976) est une vidéaste et cinéaste basée à Brooklyn, New York. Elle crée des installations vidéo, des documentaires, des vidéoclips ainsi que des films d'auteur.
Saro-Wiwa est fondatrice du mouvement alt-Nollywood, un mouvement qui utilise des conventions narratives, stylistiques et visuelles de l'industrie cinématographique de Nollywood à des fins subversives et politiques. 
Anciennement journaliste à la BBC, sa pratique artistique est née de son désir de changer la façon dont le monde perçoit l'Afrique à l'aide du cinéma, de l'art et de la nourriture. Ce dernier aspect se retrouve surtout dans New West African Kitchen, un projet où Saro-Wiwa réinvente la cuisine ouest-africaine ainsi que ses codes, tels que les manières de table. Chaque repas, ou festin, inclut des œuvres d'art vidéo africain et une conférence.

## Biographie

### Enfance et éducation
Zina Saro-Wiwa est née à Port Harcourt, au Nigeria, de Ken et Maria Saro-Wiwa. Son défunt père, l'auteur et poète Ken Saro-Wiwa, était activiste et militait pour l'environnement et les droits de l'homme. Il fut exécuté en 1995 par le régime militaire nigérian alors que sa fille avait 19 ans. Elle a grandi dans le Surrey et le Sussex au Royaume-Uni, où vivaient Maria, l'épouse de Saro-Wiwa, et leurs cinq enfants. Elle a fréquenté une école privée de filles dans le Sussex, puis l'Université de Bristol où elle a étudié l'histoire économique et sociale.
Elle a une sœur jumelle, l'écrivaine de voyage Noo Saro-Wiwa, auteur de Looking For Transwonderland (publié par Granta ). Son frère aîné Ken Wiwa (en) est l'auteur du mémoire In The Shadow of a Saint (publié par Random House / Vintage).

### Carrière

#### Télévision et radio
Saro-Wiwa a travaillé à la pige en tant que journaliste, enquêtrice, présentatrice et productrice à la BBC Radio 4, Radio 3, World Service Radio et BBC2 . À 20 ans, elle commence à rédiger des reportages pour les émissions All in the Mind et In Living Color de BBC Radio 4. Elle oeuvre ensuite sur des programmes divers de la BBC Radio 4, notamment You & Yours, Woman's Hour, Home Truths, The Long View et également le programme artistique The Ticket.
En tant que présentatrice, elle se charge de quatre programmes : A Samba For Saro-Wiwa, une série Radio 4 en deux parties dans laquelle elle narre ses expériences à Bahia, au Brésil; Water Works, une série en cinq parties consacrée à l'approvisionnement en eau dans les pays en développement; Faith & Fashion, une série en deux parties sur l'intersection entre le monde de la haute couture et la religion pour le World Service, et finalement Hello World, également pour The World Service, où elle a explore la culture brésilienne, indienne, nigérienne et britannique à travers leurs magazines à potins.
Elle monte en grade et présente le  programme phare du magazine artistique de BBC Two, The Culture Show de 2004 à 2008. En août de cette même année, elle co-présente trois programmes de la BBC (The Edinburgh Show ) qui assuraient la couverture de presse du festival d'Édimbourg, aux côtés de l'historien et présentateur de la BBC Matthew Sweet.
En 2008, Saro-Wiwa effectue une entrevue avec l'auteur nigérien Chinua Achebe à son domicile. BBC Radio 4 diffuse le programme le 5 juin de la même année. Il s'agit d'une émission d'une demi-heure sur Achebe et son ouvrage phare Things Fall Apart à l'occasion du 50e anniversaire de la publication du livre.

#### Cinéma
Saro-Wiwa a entamé sa carrière de cinéaste en 2002 avec Bossa: The New Wave, un court métrage documentaire sur la musique contemporaine Bossa Nova qu'elle réalise et produit. Deux ans plus tard, elle réalise et produit Hello Nigeria! (2004), un documentaire de 23 minutes sur la société nigérienne à travers la tabloïde Ovation, qui traite surtout de la culture des célébrités et de la haute société[Quoi ?]. Hello Nigeria! a été projeté au Festival du film africain de New York en 2004. The Telegraph publie une critique du court métrage et celui-ci est présenté à l'émission Talking Movies sur les ondes de la BBC.
C'est après son départ du Culture Show en 2008 qu'elle commence à se concentrer sur la réalisation et par le fait même signe le film This Is My Africa (2008/9), qui explore la culture africaine à travers les anecdotes et les commentaires d'Africains et d'Africaphiles londoniens. Les entrevues figurant dans le film incluent celles de l'artiste Yinka Shonibare, l'acteur Colin Firth, le cinéaste John Akomfrah, le présentateur de Channel 4 News Jon Snow et l'acteur Chiwetel Ejiofor. Le film a été projeté dans de nombreuses galeries, musées et festivals de cinéma du monde entier, notamment le Festival du film africain de New York, le Festival du film africain de Cambridge, le Real Life Film Festival Accra, la Stevenson Gallery et le Brooklyn Museum. Il a remporté le prix du meilleur court métrage documentaire à l'International Black Docufest 2008. This Is My Africa a été licensé par HBO, diffusé sur la chaîne de février 2010 à février 2012.
En 2010, Saro-Wiwa se rend à Lagos et y crée deux œuvres : The Deliverance of Comfort ainsi que Phyllis. Elle est inspirée par l'industrie cinématographique du Nigéria : Nollywood, qui la fascine. Les films de alt-Nollywood (soit des films à petit budget qui exploitent délibérément les conventions visuelles de Nollywood dans un but subversif) ont inspiré deux courts métrages créés pour l'exposition Sharon Stone à Abuja.
En avril 2012, le New York Times demande à Saro-Wiwa de réaliser un court documentaire sur le mouvement des cheveux crépus dans la communauté noire pour leur série Op-Doc. Le film, Transition, sort en mai 2012 et devient le plus regardé et partagé du New York Times la semaine de sa sortie. La Film Society of Lincoln Center décrit Saro-Wiwa comme l'une des réalisatrices africaines émergentes qui « remettent en question les traditions taboues du continent Africain et de la communauté noire dans son ensemble » .

#### Art vidéo
Saro-Wiwa fait ses débuts dans l'art vidéo en 2010 alors qu'elle co-organise l'exposition Sharon Stone à Abuja qui a été présentée à la Location One Gallery sur Greene Street à SoHo. L'exposition explore alors les conventions visuelles et narratives de l'industrie cinématographique du Nigéria et en particulier de Nollywood. L'exposition représente les artistes Pieter Hugo, Wangechi Mutu, Andrew Esiebo et Mickalene Thomas (avec qui Saro-Wiwa a créé un intérieur domestique dans la galerie). Saro-Wiwa y a également présenté Mourning Class: Nollywood, sa première installation vidéo ainsi que ses deux films Phyllis et The Deliverance of Comfort. L'exposition a été couverte par le magazine Art in America.
Saro-Wiwa explore la pratique et la performance du deuil dans son œuvre Mourning Class: Nollywood. Cinq actrices nigériennes y participent en pleurant volontairement au signal donné, puis s'arrêtant, brisant ainsi leur jeu le sourire au lèvres. La pièce a été présentée à la Location One Gallery, au New Museum dans le cadre de la vitrine du 50e anniversaire de Transition Magazine et à la Pulitzer Foundation à St Louis. Il s'agit de la première œuvre d'une série d'installations vidéo en cours. Mourning Class: Nollywood a été présenté comme vidéo à canal simple ("single channel") ou canaux multiples.
C'est en 2011 que Saro-Wiwa crée Sarogua Mourning, une installation vidéo confrontant son incapacité à faire son deuil face à la mort de son père. Saro-Wiwa, la tête rasée pour l'occasion, tente alors de filmer sa propre cérémonie du deuil. La pièce a été présentée pour la première fois à la Stevenson Gallery, Cape Town. 
Un an plus tard en 2012, la Menil Collection demande à Saro-Wiwa de réaliser une œuvre sur l'amour en Afrique pour l'exposition The Progress of Love. Eaten by the Heart voit alors le jour. Il s'agit d'une installation vidéo et un projet de documentaire explorant les diverses performances liées à l'amour et au chagrin en Afrique et parmi ceux issus des diasporas africaines. La première étape de ce projet comprend trois courts métrages documentaires présentés en ligne et une installation vidéo de 62 minutes mettant en vedette douze couples s'embrassant pendant quatre à sept minutes chacun. L'installation est actuellement exposée à la Menil Collection,. Le projet comporte une seconde partie, intitulée Damien, ainsi qu'une troisième intitulée Breathing Orchestra.
La même année Saro-Wiwa a tourné et monté son premier clip vidéo musical, Dindi, un classique de la bossa nova et du jazz écrit par Antonio Carlos Jobim, interprété par la chanteuse de jazz américaine Alissa Sanders, basée à São Paulo.

## Expositions (sélection)
- Inheritance: Recent Video Art from Africa, Fowler Musem at UCLA, 17 février - 28 juillet 2019 [14]
- Table Manners, Art Basel Miami, 2018 [15]
- Ecritures Ésotériques,  MACAAL, Marrakech 27 septembre 2018  – 6 janvier 2019[16]
- The Turquoise Meat Inside, Tiwani Contemporary, Londres, 13 septembre 2018[17]
- Stephen Friedman Gallery, Talisman In The Age of Difference, 5 juin 2018 – 21 juillet 2018, commissaire Yinka Shonibare [18]
- Musée des Beaux-Arts de Montréal, Face To Face: From Yesterday to Today, Non Western Art and Picasso, 12 mai – 16 septembre 2018 [19]
- Southampton Art Centre, A Radical Voice: 23 Women, 17 février – 25 mars 2018[20]

## Écrits
En 2008, Saro-Wiwa signe un texte sur l'industrie de Nollywood, intitulé No Turning Back, pour la monographie du photographe sud-africain Pieter Hugo (en) Nollywood (publié par Prestel) .
Sa nouvelle Lola of the Red Oil est inspirée de faits réels mais romancées, soit les expériences de Saro-Wiwa alors qu'elle voyage en solitaire à Bahia, Brésil. Un extrait de la nouvelle est publié dans le catalogue de l'exposition Voodoo de Riflemaker Gallery en 2008.
Saro-Wiwa signe une autre nouvelle, Ses yeux brillaient comme un enfant, publiée par Sable LitMag en 2009.